# I Love Lucy
I Love Lucy je američki televizijski sitkom u kome su nastupali Lusil Bol, njen suprug Desi Arnaz, Vivijan Vans i Vilijam Froli. Serija je originalno prikazivana od 15. 10. 1951. godine do 6. 5. 1957. godine na CBS-u (181 epizoda, uključujuću „izgubljenu” božićnu epizodu i pilot). Osvojila je četiri nagrade Emi i imala brojne nominacije. Godine 2002. I Love Lucy se na našla na 2. mestu TV gajdove top-liste 50 najboljih TV-serija svih vremena, iza serije Seinfeld, a ispred The Honeymooners.
U četiri od svojih šest sezona je bila najgledanija TV-emisija, te prva čije je snimanje prekinuto na vrhuncu gledanosti (što se dogodilo jedino sa serijama The Andy Griffith Show 1968. godine i Seinfeld 1998. godine). Epizode I Love Lucy se dan-danas repriziraju širom sveta. Prema podacima iz 2011. godine, epizode emisije su prevedene na desetine jezika širom sveta i ostaju i dalje popularne kod američke publike koja broji oko 40 miliona gledalaca svake godine. Verzija u boji božićne epizode privukla je više od 8 miliona gledalaca kada ju je CBS emitovala u primarnom terminu 2013. godine, 62 godine nakon premijere emisije; CBS mreža je od tada emitovala dve-tri epizode u boji svake godine, po jednu na Božić i ponovo u proleće.
Ovaj šou, koji je bio prvi televizijski program sa scenariom koji je snimljen na filmu od 35 mm pred publikom u studiju. Pod rukovodstvom kinematografa Karla Frojnda, osvojio je pet nagrada Emi i dobio brojne nominacije i počasti. To je bila prva predstava koja je imala ansamblsku podelu uloga. Često se smatra jednim od najvećih i najuticajnijih sitkoma u istoriji. Godine 2012, ova predstava je proglašena za „Najbolju TV emisiju svih vremena“ u istraživanju koje su sproveli ABC Njuz i Pipl časopis.

## Zaplet
je imala radnju smeštenu u Njujorku, i bavila se luckastom domaćicom Lusi Rikardo (Lusil Bol), njenim suprugom-muzičarem Rikijem Ričardom (Desi Arnaz), te njihovim prijateljima koji su im iznajmljivali stan - Fredom (Vilijam Froli) i Etel Merc (Vivijan Vans).
Dok je Riki Rikardo bio uspešan kubansko-američki muzičar, Lusi je bila previše ambiciozna i opsednuta idejom da i ona može uspeti u shou-biznisu, iako nije imala nikakvog talenta. Zaplet mnogih epizoda se vrtio oko Lusinih pokušaja da postane profesionalna zabavljačica, što je dovodilo do celog niza duhovitih scena, u kojima se iskazao talent Lusil Bol za fizičku komediju.
Ričardovima su sušta suprotnost bili Mercovi. Etel je bila Lusina najbolja prijateljica, bivši foto-model iz Albukerkija koja pokušava da zarađuje kao zabavljačica u vodvilju. Iako je pomagala Lusi u nekim od njenih pokušaja da započne karijeru, u pravilu je bila glas zdravog razuma.
Njen suprug Fred, veteran Prvog svetskog rata, nije pokazivao smisao za humor, a bio je patološki škrt, podsećajući sve na težak život u doba Velike depresije.
Uprkos različitim karakterima i životnim stavovima, četiri glavna lika su tokom serije pokazivala veliku privrženost jedni drugima.

## Produkcija
je nastala na temelju popularnog radio-sitkoma My Favorite Husband u kome su Lucil Bol i Ričard Dening tumačili bračni par prilično sličan Ričardovima. Kada je CBS naručio TV-verziju, Bol je insistirala da Deninga zameni njen suprug Desi Arnaz, a lik njegov link bankara je izmenjen u kubanskog muzičara zbog Arnazovog primetnog kubanskog naglaska.
Glavni sponzor radio-sitkoma, firma Jell-O, je zbog toga odustala od sponziranja serije, ali je umesto nje preuzela duvanska firma Philip Morris. Kao što je bio običaj kod TV-serija u to vreme, ime sponzora se nalazilo na uvodnoj špici. Kada je 1971. godine u SAD zabranjeno reklamiranje duvanskih proizvoda na televiziji, za potrebe TV-repriza je stvorena nova uvodna špica po kojoj je poznaju današnje generacije.
Lusil Bol je zbog trudnoće odbila da putuje u Njujork radi snimanja, pa je I Love Lucy bila jedna od prvih TV-serija koja se originalno snimala na kineskop umesto da se emitike uživo. Serija se snimala u losanđeleskom studiju, a kasnije je distribuirana po različitim vremenskim zonama. To je takođe omogućilo Karlu Frojndu, uglednom direktoru fotografije da postavi tri različite kamere umesto jedne, pa je to s vremenom postao standard za američke sitkome.
Lusil Bol je u zaplete serije volela da ubacuje detalje iz svog života, kao i života svog supruga. Dok je njena prva trudnoća ostala skrivenom, odnosno zabiležena u nikad prikazanoj pilot-epizodi, trudnoća čiji je rezultat Dezi Arnaz Jr. je postala deo zapleta druge sezone. Epizoda „Lucy Goes to Hospital”, emitovana 19. 1. 1953, na isti dan kada se Dezi Arnaz Jr. rodio, imala je gledanost od 68%, nadmašivši inauguraciju predsednika Dvajta D. Ajzenhauera.

## Popularnost
je prilikom originalnog emitovanja doživela ogromnu popularnost, za šta su postojala različita tumačenja. Jedno od njih se ticalo činjenice da je serija, bolje od drugih, znala da koristi prednosti novog medija televizije, odnosno da se liši uticaja ranijih radio-drama. Drugi su, pak, tvrdili da su mnogi gledaoci u porodičnom životu Ričardovih, kao i činjenici da je on bio odraz stvarnog odnosa dvoje glavnih glumaca, videli ideal kome moraju težiti. Epizode su kroz različite sezone, pak, pokazivale kako Ričardovi svake godine žive sve bolje i bolje, što je, bio odraz nezapamćenog prosperiteta i eksplozije masovne potrošačke kulture kojom su se odlikovale SAD nakon Drugog svetskog rata. U likovima Mercovih se, međutim, publika podsećala na teška vremena Velike depresije koja su, kako je serija posredno sugerirala, stvar prošlosti.
Pored svega toga, ključ uspeha serije je bio i sjajan komičarski talent Lusil Bol, kao i izuzetno nadarena i kvalitetna postava scenarista.
Nakon završetka šeste sezone su Arnaz i Bol odlučili da smanje broj svojih nastupa, pa su umesto 30-minutnog sitkoma I Love Lucy započeli nešto dužu 60-minutnu emisiju The Lucy-Desi Comedy Hour, u kojoj su igrani materijal s istom glumačkom postavom kombinovali s muzičkim tačkama i gostima u studiju. Serija je 1960. godine završila u isto vreme kada i brak Arnaza i Bol, a Lucil Bol je kasnije započela The Lucy Show (1962-1968) i Here's Lucy (1968-1974).
Serija je svoju popularnost proširila i van američkih granica, pa je tako 1955. postala prvom stranom TV-serijom emitiranom u Velikoj Britaniji.
I Love Lucy i danas uživa ogromnu popularnost, koju je svojevremeno podgrevala nostalgija za SAD 1950-ih, odnosno jednim „boljim, lepšim i jednostavnijim” svetom koga je serija prikazivala. S druge strane, niz referenci na I Love Lucy u filmovima, TV-serijama i drugim proizvodima američke popularne kulture je podstakao zanimanje za I Love Lucy i kod mlađih generacija.

## Pozadina i razvoj
Lusil Bol je prispela u Holivud nakon uspešnog boravka u Njujorku kao model. Samjuel Goldvin ju je izabrao za jednu od šesnaest Goldvinovih devojaka koje će glumiti na filmu Rimski skandali (1933) sa filmskom zvezdom Edijem Kantorom. Entuzijastična i marljiva, Bol je uspela da obezbedi rad na filmu na kratko u studiju Samjuel Goldvina i Columbia Pictures, a zatim se ustalila u RKO Radio Pictures. U RKO-u je Bol dobila stalni filmski posao, prvo kao statista i pomoćni glumac, a na kraju je uspela da dobije glavne uloge u igranim filmovima, i kao i nizu drugorazrednih B filmova, pri čemu je stekla nadimak „Kraljica B filmova”. Tokom njenog angažmana u RKO, Bol je stekla reputaciju radom na fizičkim komedijama i akrobacijama koje je većina drugih glumica izbegavala, što joj je omogućilo da ima stalno zaposlenje. Godine 1940, Lusi je upoznala Desi Arnaza, kubanskog glumca koji samo što je završio set uspešnih emisija Brodvejskog šoa Suviše devojaka tokom 1939–40. RKO je otkupio filmska prava na predstavu i angažovao Bol kao objekat Arnazovog ljubavnog interesa na filmu.

## Literatura
- Garner, Joe (2002). Stay Tuned: Television's Unforgettable Moments. ISBN 978-0-7407-2693-4. (Andrews McMeel Publishing).
- Andrews, Bart (1976). The 'I Love Lucy' Book. (Doubleday & Company, Inc.)
- Sanders, Coyne Steven; Gilbert, Tom (1993). Desilu: The Story of Lucille Ball and Desi Arnaz. (William Morrow & Company, Inc.)
- McClay, Michael (1995). I Love Lucy: The Complete Picture History of the Most Popular TV Show Ever. (Kensington Publishing Corp.)
- Oppenheimer, Jess; with Oppenheimer, Gregg (1996). Laughs, Luck...and Lucy: How I Came to Create the Most Popular Sitcom of All Time. Syracuse University Press. ISBN 978-0-8156-0584-3..
- Pérez Firmat, Gustavo. "I Love Ricky," in  Life on the Hyphen: The Cuban-American Way. Austin: The University of Texas Press. 1994.. Rpt. 1996, 1999. Revised and expanded edition, 2012.
- Pérez Firmat, Gustavo. "Cuba in Apt. 3-B," in  The Havana Habit. New Haven and London: Yale University Press. 2010..
- Karol, Michael (2008). Lucy A to Z: The Lucille Ball Encyclopedia. ISBN 978-0-5952-9761-0. (iUniverse).
- Edelman; Rob; Kupferberg, Audrey (1999). Meet the Mertzes. (Renaissance Books)

## Spoljašnje veze
- Sitcoms Online "I Love Lucy" Message Board
- Long Live Lucy Blog
- East 68th Street - Everything "I Love Lucy"
- I Love Lucy на веб-сајту  (језик: енглески)
- I Love Lucy's 50th Anniversary Special на веб-сајту  (језик: енглески)
- The Lucy-Desi Comedy Hour на веб-сајту  (језик: енглески)
- Everything Lucy
- Encyclopedia of Television
- I Love Lucy on TVLand.com
- I Love Lucy retrospective on TVWeek.com